# Masters of Formula 3 2013
De RTL GP Masters of Formula 3 2013 is de drieëntwintigste editie van de Masters of Formula 3. De race, waarin Formule 3 teams uit verschillende Europese kampioenschappen tegen elkaar uitkomen, werd verreden op 7 juli 2013 op het Circuit Park Zandvoort. 
De race werd gewonnen door de Zweed Felix Rosenqvist, die eerder in 2011 al wist te winnen. De Britse teamgenoten Alex Lynn en Emil Bernstorff van het Prema Powerteam werden tweede en derde.

## Inschrijvingen
| Team                   | No | Coureur            | Motor      | Kampioenschap      |
| ---------------------- | -- | ------------------ | ---------- | ------------------ |
| Prema Powerteam        | 1  | Lucas Auer         | Mercedes   | Europees Formule 3 |
| Prema Powerteam        | 2  | Alex Lynn          | Mercedes   | Europees Formule 3 |
| Prema Powerteam        | 3  | Eddie Cheever III  | Mercedes   | Europees Formule 3 |
| Prema Powerteam        | 4  | Emil Bernstorff    | Mercedes   | Duitse Formule 3   |
| Mücke Motorsport       | 5  | Felix Rosenqvist   | Mercedes   | Europees Formule 3 |
| Mücke Motorsport       | 6  | Roy Nissany        | Mercedes   | Europees Formule 3 |
| Mücke Motorsport       | 7  | Michael Lewis      | Mercedes   | Europees Formule 3 |
| Mücke Motorsport       | 8  | Yuhi Sekiguchi     | Mercedes   | Super GT           |
| Carlin                 | 9  | Harry Tincknell    | Volkswagen | Europees Formule 3 |
| Carlin                 | 10 | Jordan King        | Volkswagen | Europees Formule 3 |
| Carlin                 | 11 | Nicholas Latifi    | Volkswagen | Europees Formule 3 |
| Carlin                 | 12 | Jann Mardenborough | Volkswagen | Europees Formule 3 |
| EuroInternational      | 14 | Tom Blomqvist      | Mercedes   | Europees Formule 3 |
| Fortec Motorsport      | 15 | Felix Serralles    | Mercedes   | Europees Formule 3 |
| Fortec Motorsport      | 16 | Josh Hill          | Mercedes   | Europees Formule 3 |
| Fortec Motorsport      | 17 | William Buller     | Mercedes   | Europees Formule 3 |
| Fortec Motorsport      | 18 | Luís Felipe Derani | Mercedes   | Europees Formule 3 |
| Ma-Con                 | 19 | Sven Müller        | Volkswagen | Europees Formule 3 |
| Ma-Con                 | 20 | André Rudersdorf   | Volkswagen | Europees Formule 3 |
| Van Amersfoort Racing  | 21 | Dennis van de Laar | Volkswagen | Europees Formule 3 |
| Double R Racing        | 24 | Antonio Giovinazzi | Mercedes   | Europees Formule 3 |
| Double R Racing        | 25 | Sean Gelael        | Mercedes   | Europees Formule 3 |
| Double R Racing        | 26 | Tatiana Calderón   | Mercedes   | Europees Formule 3 |
| Jo Zeller Racing       | 27 | Sandro Zeller      | Mercedes   | Europees Formule 3 |
| ThreeBond with T-Sport | 28 | Richard Goddard    | Nissan     | Europees Formule 3 |

## Kwalificatie
| Positie | Nr. | Rijder             | Team                   | Q1                                | Q2                                |
| ------- | --- | ------------------ | ---------------------- | --------------------------------- | --------------------------------- |
| 1       | 5   | Felix Rosenqvist   | Mücke Motorsport       | 1:30.839                          | 1:31.080                          |
| 2       | 9   | Harry Tincknell    | Carlin                 | 1:31.131                          | 1:31.491                          |
| 3       | 2   | Alex Lynn          | Prema Powerteam        | 1:31.154                          | 1:31.630                          |
| 4       | 4   | Emil Bernstorff    | Prema Powerteam        | 1:31.255                          | 1:31.486                          |
| 5       | 1   | Lucas Auer         | Prema Powerteam        | 1:31.256                          | 1:31.488                          |
| 6       | 19  | Sven Müller        | Ma-Con                 | 1:31.363                          | 1:32.191                          |
| 7       | 14  | Tom Blomqvist      | EuroInternational      | 1:31.399                          | 1:31.583                          |
| 8       | 11  | Nicholas Latifi    | Carlin                 | 1:31.404                          | 1:31.645                          |
| 9       | 10  | Jordan King        | Carlin                 | 1:31.414                          | 1:31.426                          |
| 10      | 12  | Jann Mardenborough | Carlin                 | 1:31.572                          | 1:32.209                          |
| 11      | 3   | Eddie Cheever III  | Prema Powerteam        | 1:31.716                          | 1:32.140                          |
| 12      | 21  | Dennis van de Laar | Van Amersfoort Racing  | 1:31.927                          | 1:31.782                          |
| 13      | 7   | Michael Lewis      | Mücke Motorsport       | 1:31.916                          | 1:32.153                          |
| 14      | 18  | Luís Felipe Derani | Fortec Motorsport      | 1:31.964                          | 1:32.036                          |
| 15      | 24  | Antonio Giovinazzi | Double R Racing        | 1:32.149                          | 1:31.984                          |
| 16      | 17  | William Buller     | Fortec Motorsport      | 1:32.091                          | 1:32.001                          |
| 17      | 16  | Josh Hill          | Fortec Motorsport      | 1:32.147                          | 1:32.029                          |
| 18      | 28  | Richard Goddard    | ThreeBond with T-Sport | 1:32.279                          | 1:33.795                          |
| 19      | 8   | Yuhi Sekiguchi     | Mücke Motorsport       | 1:32.319                          | 1:32.905                          |
| 20      | 20  | André Rudersdorf   | Ma-Con                 | 1:32.915                          | 1:32.548                          |
| 21      | 25  | Sean Gelael        | Double R Racing        | 1:33.523                          | 1:32.676                          |
| 22      | 6   | Roy Nissany        | Mücke Motorsport       | 1:32.964                          | 1:33.007                          |
| 23      | 27  | Sandro Zeller      | Jo Zeller Racing       | 1:33.052                          | 1:33.145                          |
| 24      | 26  | Tatiana Calderón   | Double R Racing        | 1:33.688                          | 1:33.153                          |
| WD      | 15  | Félix Serrallés    | Fortec Motorsports     | Teruggetrokken voor het evenement | Teruggetrokken voor het evenement |

## Race
| Positie | Nr. | Rijder             | Team                   | Ronden | Tijd/Verschil | Grid |
| ------- | --- | ------------------ | ---------------------- | ------ | ------------- | ---- |
| 1       | 5   | Felix Rosenqvist   | Mücke Motorsport       | 25     | 39:13.600     | 1    |
| 2       | 2   | Alex Lynn          | Prema Powerteam        | 25     | +5.787        | 3    |
| 3       | 4   | Emil Bernstorff    | Prema Powerteam        | 25     | +6.698        | 4    |
| 4       | 9   | Harry Tincknell    | Carlin                 | 25     | +12.534       | 2    |
| 5       | 10  | Jordan King        | Carlin                 | 25     | +19.781       | 9    |
| 6       | 3   | Eddie Cheever III  | Prema Powerteam        | 25     | +29.274       | 11   |
| 7       | 11  | Nicholas Latifi    | Carlin                 | 25     | +29.874       | 8    |
| 8       | 18  | Luís Felipe Derani | Fortec Motorsports     | 25     | +30.536       | 14   |
| 9       | 17  | William Buller     | Fortec Motorsports     | 25     | +31.491       | 16   |
| 10      | 24  | Antonio Giovinazzi | Double R Racing        | 25     | +34.043       | 15   |
| 11      | 21  | Dennis van de Laar | Van Amersfoort Racing  | 25     | +35.260       | 12   |
| 12      | 7   | Michael Lewis      | Mücke Motorsport       | 25     | +36.475       | 13   |
| 13      | 12  | Jann Mardenborough | Carlin                 | 25     | +36.569       | 10   |
| 14      | 28  | Richard Goddard    | ThreeBond with T-Sport | 25     | +40.224       | 18   |
| 15      | 16  | Josh Hill          | Fortec Motorsports     | 25     | +44.219       | 17   |
| 16      | 6   | Roy Nissany        | Mücke Motorsport       | 25     | +46.776       | 22   |
| 17      | 27  | Sandro Zeller      | Jo Zeller Racing       | 25     | +54.058       | 23   |
| 18      | 8   | Yuhi Sekiguchi     | Mücke Motorsport       | 25     | +54.354       | 19   |
| 19      | 20  | André Rudersdorf   | Ma-Con                 | 25     | +54.744       | 20   |
| 20      | 26  | Tatiana Calderón   | Double R Racing        | 25     | +55.142       | 24   |
| 21      | 14  | Tom Blomqvist      | EuroInternational      | 22     | +3 ronden     | 7    |
| DNF     | 25  | Sean Gelael        | Double R Racing        | 16     | Uitgevallen   | 21   |
| DNF     | 19  | Sven Müller        | Ma-Con                 | 0      | Uitgevallen   | 6    |
| DNF     | 1   | Lucas Auer         | Prema Powerteam        | 0      | Uitgevallen   | 5    |

1991 · 1992 · 1993 · 1994 · 1995 · 1996 · 1997 · 1998 · 1999 · 2000 · 2001 · 2002 · 2003 · 2004 · 2005 · 2006 · 2007 · 2008 · 2009 · 2010 · 2011 · 2012 · 2013 · 2014 · 2015 · 2016
Lijst van coureurs